# Elaphocera staudingeri
Elaphocera staudingeri är en skalbaggsart som beskrevs av Edmund Reitter 1902. Elaphocera staudingeri ingår i släktet Elaphocera och familjen Melolonthidae. Inga underarter finns listade i Catalogue of Life.